# Közfalu
Közfalu település Romániában, Szilágy megyében.

## Fekvése
A Szamos bal partján, a Szamos melletti hegyoldal, Oroszmező és Oláhfodorháza közt fekvő település.

## Nevének eredete
Nevét valószínű onnan vette, hogy a község a mellette levő Szamos kanyarjába és egy hegyoldal közé ékelődve fekszik, ezáltal a folyót megtörni látszik.

## Története
Nevét 1538-ban említették először az oklevelek Keuzfalu néven. A falut még a Bánffyak ősei alapították.
1571-ben Kendy Mihály birtoka volt, de a Kendy család egyik tagjának hűtlensége miatt II. János királynak is volt itt birtokrésze.
1575-ben a Losonczi Bánffy család tagjainak birtoka. 1577-1590 között a Kendy családé.
1595-ben Keresztes András kolozsi sókamarás volt itt birtokos.
1598-ban A Szilvási családé, 1606-ban az Almádyaké, majd ismét Szilvási birtok.
1620-ban Cserényi Farkasé majd a Cserényi örökösöké.
1648-ban Bánffy György, Deésy Alvinczy István deák volt birtokosának írva, 1684-ben pedig Szamosfalvi Mikola László és János, 1694-ben pedig Csáky István és Mikola László Cserényi jogon.
1696-ban Közfalu a török hódoltsághoz tartozott.
1786-ban gróf Bánffy György, majd József birtoka volt. 1898-ban pedig a Miháli és Vajda családoké volt.
1891-es összeíráskor 161 lakosából 157 görögkatolikus, 1 görögkeleti ortodox, 3 izraelita volt.
1910-es összeíráskor 235 lakosa volt, melyből 3 magyar, 7 német, 225 román volt. Ebből 215 görögkatolikus, 10 görögkeleti ortodox, 8 zsidó volt.
A 20. század elején Szolnok-Doboka vármegye Nagyilondai járásához tartozott.

## Nevezetességek
- Görögkatolikus fatemploma, melyet az arkangyalok tiszteletére szenteltek fel.